# ホテルパーク
株式会社ホテルパーク（Hotel Park）は、岐阜県岐阜市湊町に本社を置き、同名のホテルを営業するホテル運営会社。

## 沿革
1894年（明治27年）に名古屋に旅館「明治館」を開業したのが事業の始まりで、1905年（明治38年）に「明治館」を焼失廃業。1916年（大正5年）「八層閣」を開業し料理屋の事業を始めた。その後、名古屋に「山岡旅館」の名称で復活するが、間もなく戦争となり岐阜のみで事業を行うようになる。
1917年（大正6年）に開業した旅館「港館」がホテルパークの前身である。この時代に初恋の女性伊藤初代を追って岐阜を訪れた川端康成が女性と再会した場所が「港館」で、川端の小説にも登場する。
仏壇を備えた施設として「光明殿」（1973年設置）と「良光殿」（2000年設置）の2つを持ち、法要のほか仏前結婚式にも対応する。また、展望大浴場のほか、2006年3月には女性専用の岩盤浴を新設した。

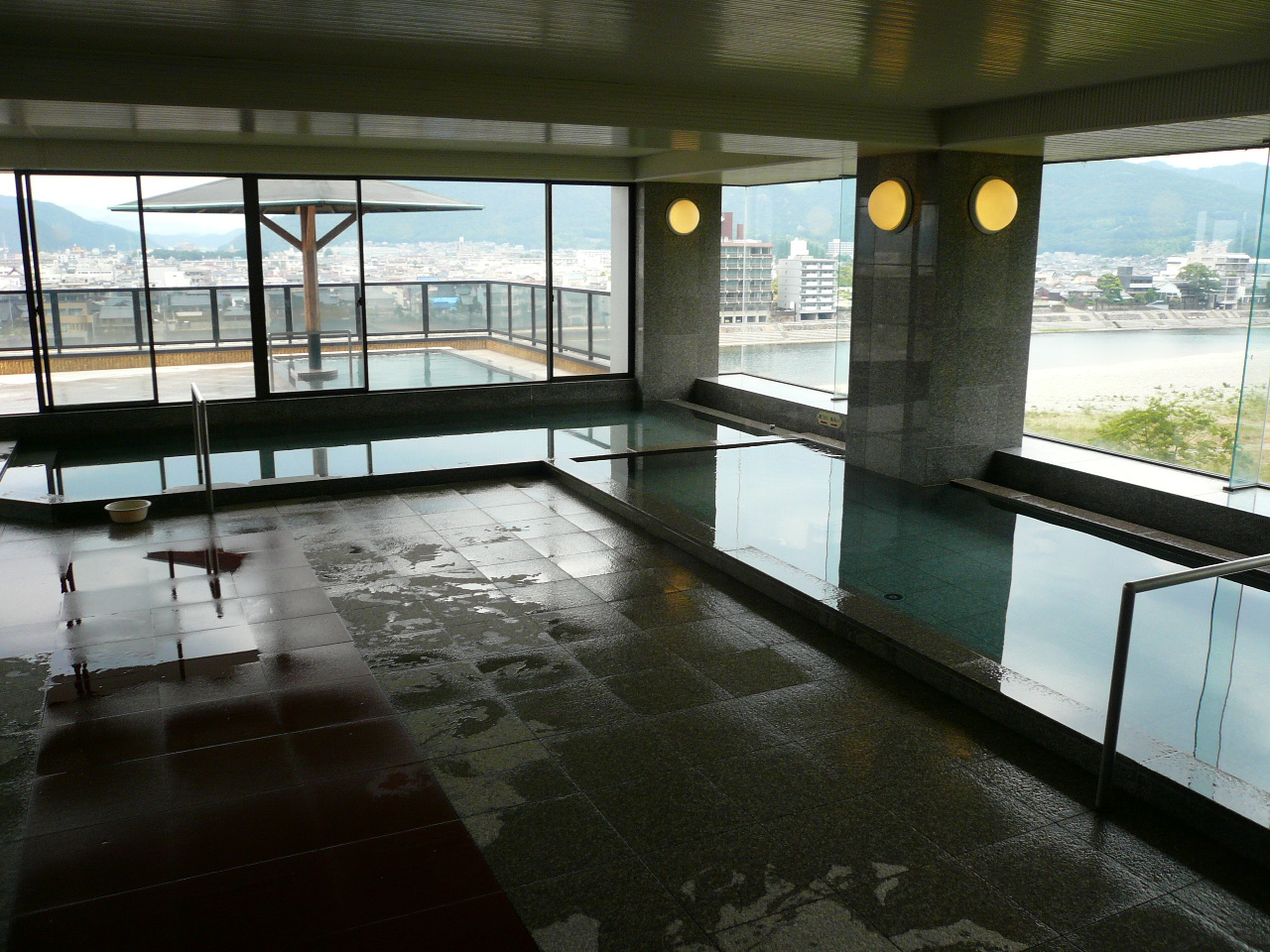
「川の湯」展望大浴場

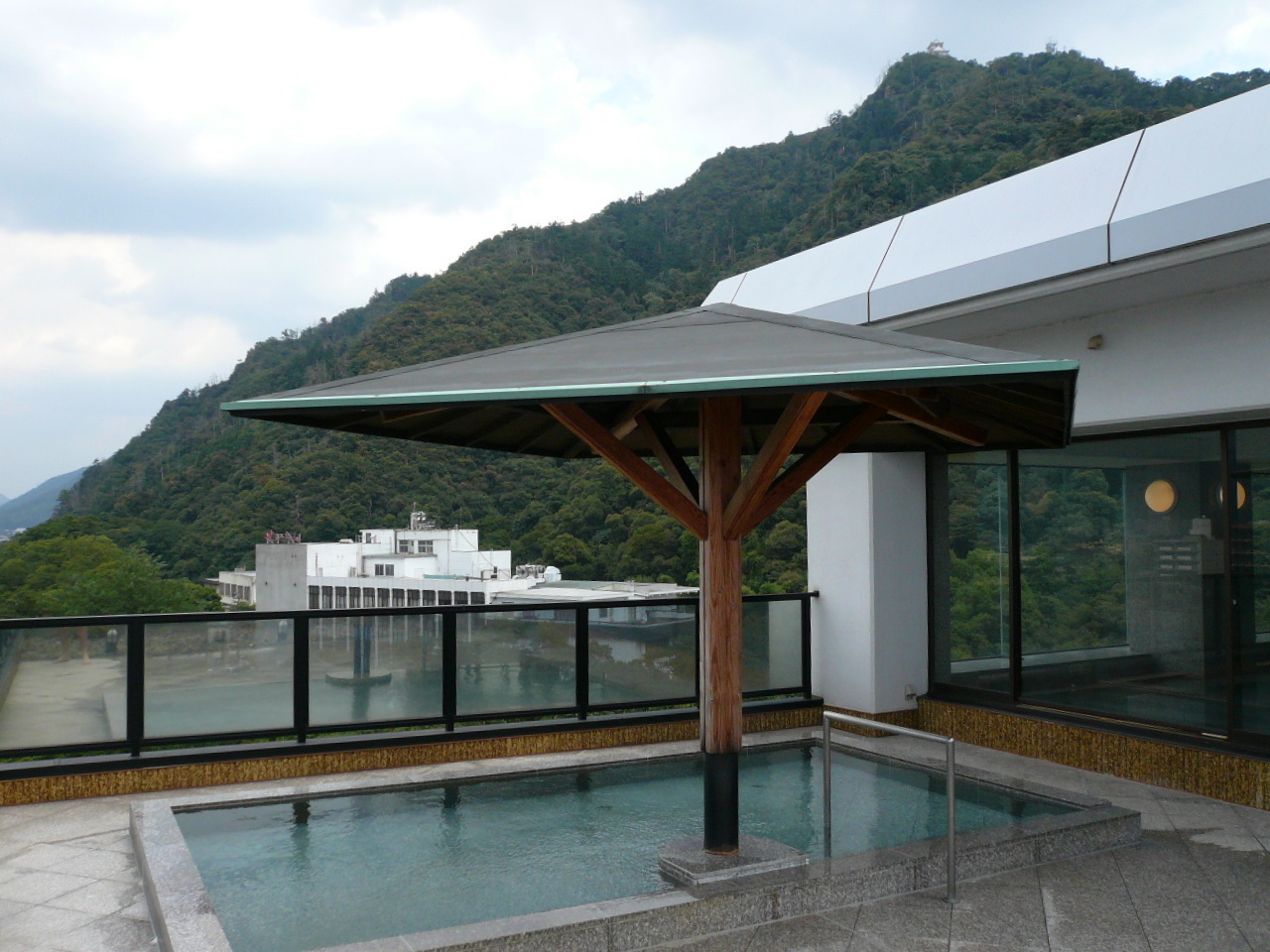
「川の湯」展望露天風呂

## 温泉
- 「山の湯」展望大浴場は6階に、露天風呂は屋上にある。
- 「川の湯」展望大浴場と露天風呂は6階にある。

## 交通アクセス
岐阜駅また名鉄岐阜駅からバスで15分、「長良橋南・川原町」下車、徒歩3分。